# Randolph (Missouri)
Randolph és una població dels Estats Units a l'estat de Missouri. Segons el cens del 2000 tenia 47 habitants.

## Demografia
Segons el cens del 2000, Randolph tenia 49 habitants, 20 habitatges, i 14 famílies. La densitat de població era de 53,4 habitants per km².
Dels 20 habitatges en un 15% hi vivien nens de menys de 18 anys, en un 55% hi vivien parelles casades, en un 15% dones solteres, i en un 30% no eren unitats familiars. En el 20% dels habitatges hi vivien persones soles el 5% de les quals corresponia a persones de 65 anys o més que vivien soles. El nombre mitjà de persones vivint en cada habitatge era de 2,35 i el nombre mitjà de persones que vivien en cada família era de 2,64.
Per edats la població es repartia de la següent manera: un 14,9% tenia menys de 18 anys, un 6,4% entre 18 i 24, un 38,3% entre 25 i 44, un 21,3% de 45 a 60 i un 19,1% 65 anys o més.
L'edat mediana era de 39 anys. Per cada 100 dones de 18 o més anys hi havia 110,5 homes.
La renda mediana per habitatge era de 53.750 $ i la renda mediana per família de 53.750 $. Els homes tenien una renda mediana de 31.667 $ mentre que les dones 35.000 $. La renda per capita de la població era de 23.067 $. Cap de les famílies estaven per davall del llindar de pobresa.

## Poblacions més properes
El següent diagrama mostra les poblacions més properes.